# Bolyai-patak
A Bolyai-patak a Heves–Borsodi-dombságban ered, Bükkszenterzsébet településtől délre, Heves vármegyében, mintegy 210 méteres tengerszint feletti magasságban. A patak forrásától kezdve északi irányban halad, majd Fedémes nyugati részénél éri el a Fedémesi-patakot.

## Part menti település
A Bolyai-patak partjain fekvő két településen összesen közel 1400 fő él.
- Bükkszenterzsébet
- Fedémes